# Rayon lumineux

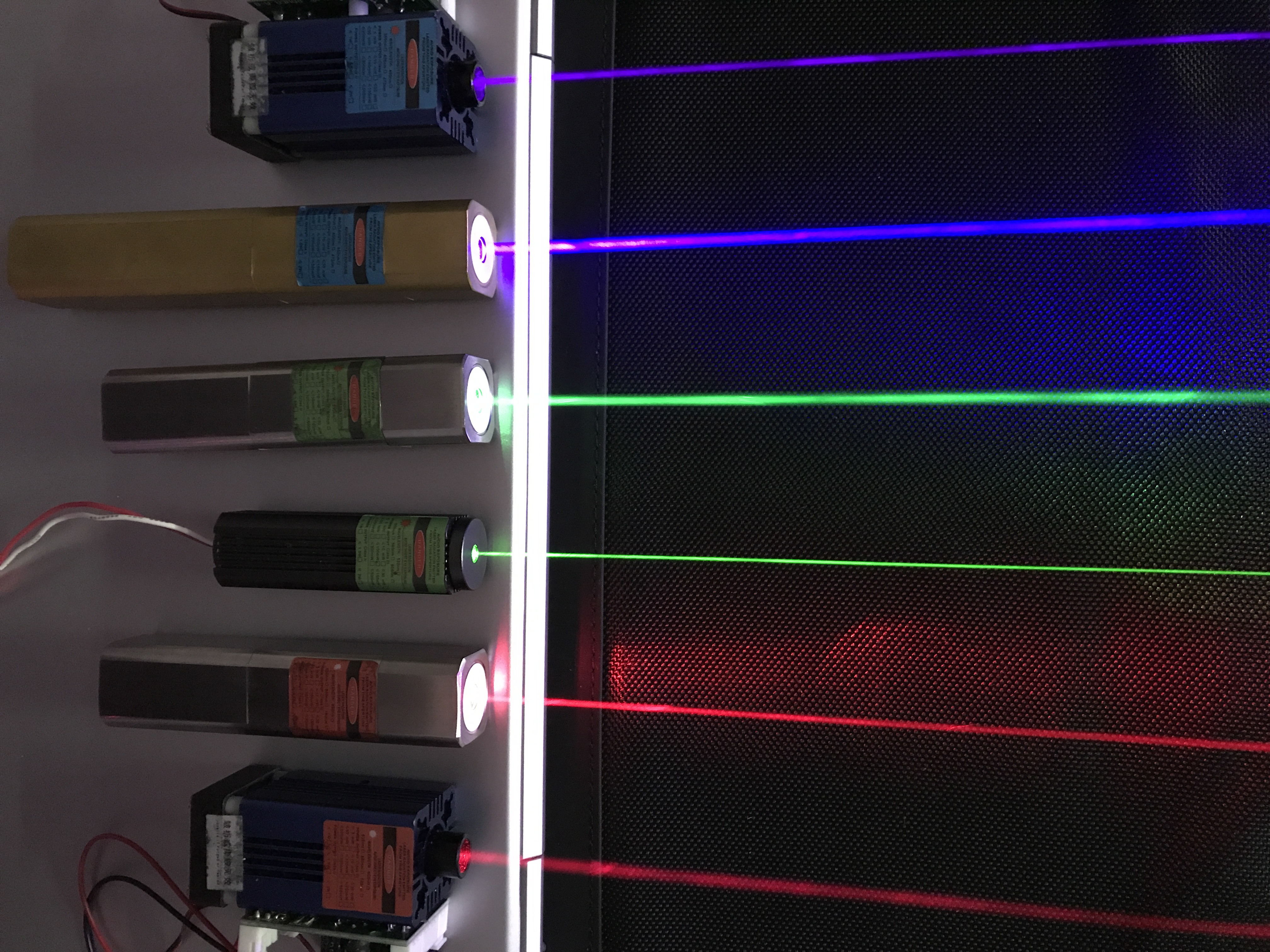
Lasers visibles Lasers rouges : 635 nm, 660 nm Lasers verts : 520 nm, 532 nm Lasers bleus : 405 nm, 445 nm

Le rayon lumineux est une notion d'optique et un outil mathématique, utilisé principalement en optique géométrique, décrivant le trajet de la lumière de manière simplificatrice, valable uniquement lorsque le rayon lumineux se propage dans des milieux où les obstacles et composants optiques ont des dimensions très supérieures à la longueur d'onde. Un rayon lumineux n'a pas d'existence physique réelle, et représente le cas idéal où il serait possible de sélectionner un faisceau parallèle infiniment fin de lumière.
Une manière d'approcher la notion de rayon lumineux par l'expérience est l'utilisation d'un laser dont le faisceau est très fin ou d'un pinceau très fin de lumière collimatée.

## Histoire de la notion
L'histoire des rayons lumineux suit celle du développement de l'optique géométrique, ayant servi de principal support mathématique à ce domaine de l'optique. La théorie de l'optique géométrique se développe ainsi du XIe siècle au XVIIIe siècle. Mais la notion même de rayon, remonte à l'Antiquité et aux premières théories sur la vision et la lumière. Parmi les multiples théories développées — les atomistes voyaient dans la lumière des « écorces » de particules envoyées à très grande vitesse par les objets vers l’œil, d'autres comme Pythagore, Empédocle ou Démocrite estimaient que la lumière émanée de l’œil parvenait à l'objet vu — l'une d'elles, développée par Euclide au IIIe siècle av. J.-C., exprime la notion de rayon lumineux à partir d'observations simples empiriques. Si plusieurs travaux postérieurs approchent les grands principes de l'optique géométrique comme la réflexion ou la propagation rectiligne de la lumière, il faut attendre le Traité d'optique écrit par le physicien Ibn al-Haytham qui expose clairement plusieurs propriétés fondamentales des rayons lumineux, posant ainsi les bases de l'optique géométrique développée plus tard au XVIe siècle : Ibn Al-Haytham présente en effet la propagation rectiligne de la lumière et l'indépendance des rayons lumineux entre eux de manière explicite.
Si la notion de rayon lumineux semble pouvoir décrire l'optique géométrique de manière aisée, le modèle révèle ses insuffisances dès le XVIIe siècle avec la découverte par Francesco Maria Grimaldi, Robert Hooke et Robert Boyle des premiers phénomènes d'interférence et de diffraction : les anneaux de Newton et la présence de « lumière colorée dans l'ombre ».

## Définition
Le rayon lumineux est défini comme étant la direction de propagation de l'onde électromagnétique, peut être déduit du vecteur de Poynting de l'onde considérée, et est représenté comme une courbe,. La notion de rayon lumineux n'étant employée que dans le domaine de l'optique géométrique, on n'utilise pas cette approximation pour décrire les phénomènes de diffraction ou d'interférences, relevant plutôt de l'optique physique.

## Propriétés
Les rayons lumineux issus d'une même source sont perpendiculaires aux fronts d'onde de celle-ci dans les milieux homogènes et isotropes, orthogonaux dans les milieux isotropes mais pas forcément rectilignes. Les rayons sont rectilignes mais pas forcément orthogonaux aux fronts d'onde dans les cas de milieux anisotropes mais homogènes. Les deux principaux théorèmes décrivant le comportement des rayons lumineux sont le théorème de Malus et le principe de Fermat.
Chaque rayon lumineux est indépendant de l'autre, écartant de facto tout phénomène de cohérence ou impliquant un front d'onde puisqu'il ne peut y avoir d'interaction entre deux rayons lumineux proches.

## Faisceau lumineux
Un « faisceau lumineux » entre deux surfaces est un faisceau de droites, à savoir, l'ensemble des rayons reliant l'un quelconque des points de la surface émettrice à l'un quelconque des points de la surface réceptrice.
C'est une grandeur additive, dans le sens où le faisceau associé à une réunion de surfaces est la réunion des faisceaux associés aux composants (étant entendu que ce faisceau peut être vide quand les surfaces en question ne sont pas visibles l'une par l'autre).
Un faisceau lumineux est caractérisé par une grandeur physique importante, l'Étendue de faisceau.

## Modélisation mathématique
Les rayons lumineux sont représentés sous forme de droites, parfois orientées pour indiquer le sens de propagation de la lumière.
Il existe une modélisation matricielle des rayons lumineux : à l'aide d'une matrice colonne définissant un point d'intersection du rayon avec un plan donné d'origine et un vecteur unitaire dont le support est le rayon lumineux.